# マロニエ交通
マロニエ交通（まろにえこうつう）は、栃木県宇都宮市に本社を置く貸切バス事業者である。

## 概要

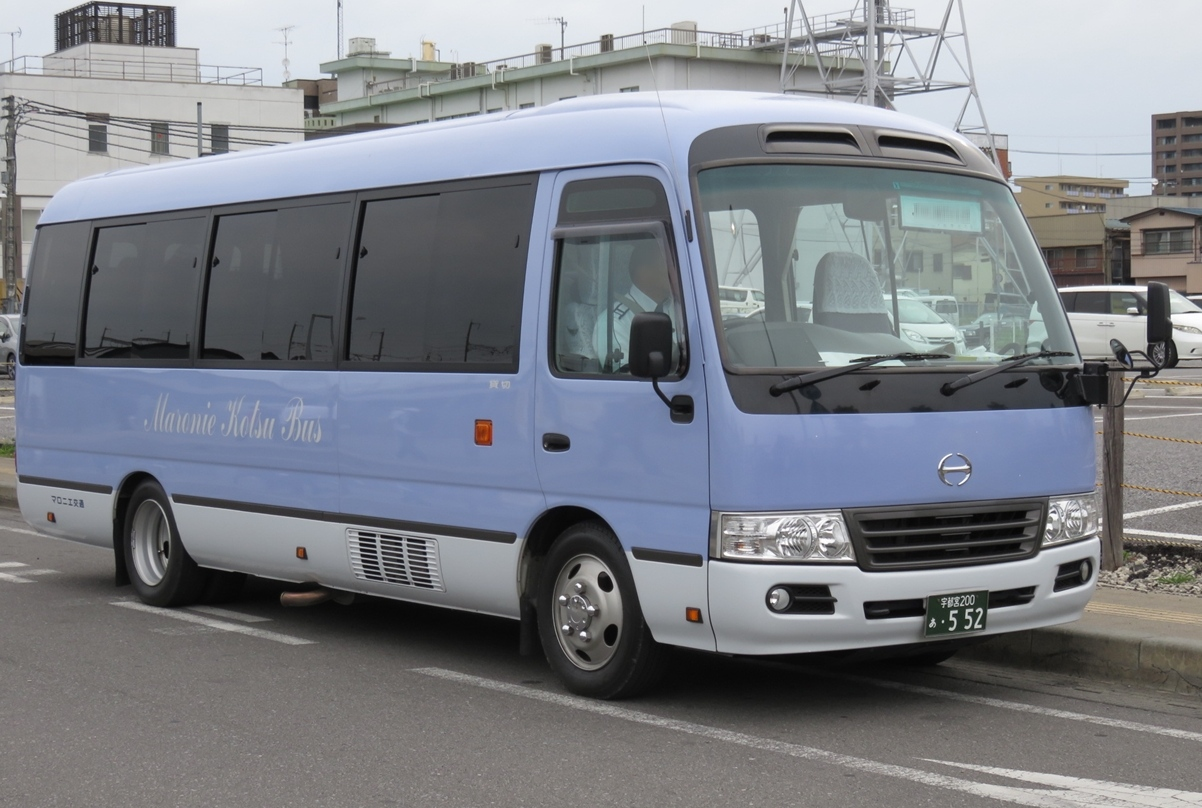
旧標準カラーの日野リエッセ2

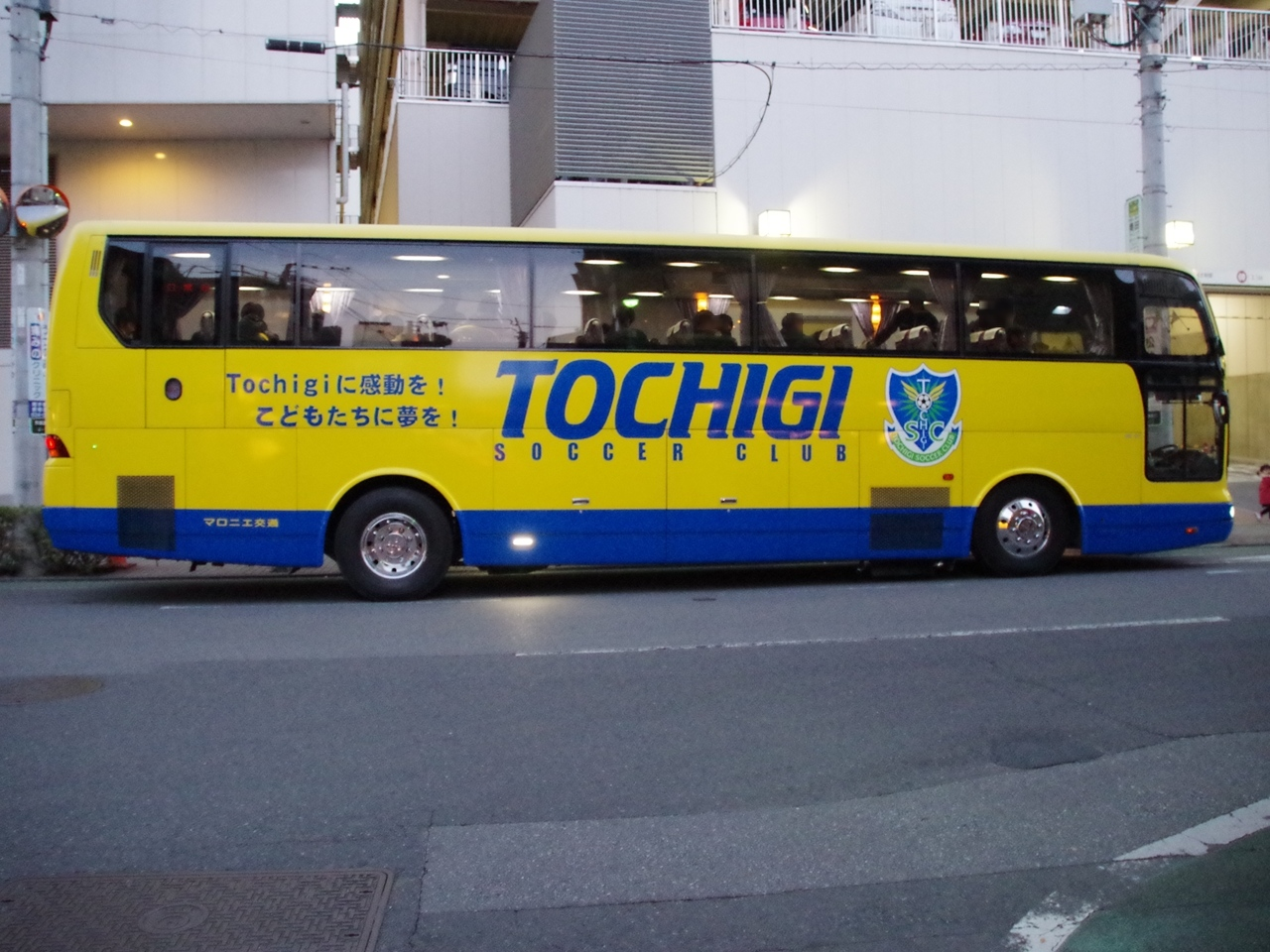
（初代）栃木SCチームバス

栃木SCやH.C.栃木日光アイスバックスなど、地元のプロスポーツチームへの支援も行い、特に栃木SCは専用カラーの大型バスも保有している。

## 沿革
- 1998年3月 - 設立
- 2010年3月 - 栃木SCチームバス導入[4]
- 2017年6月 - バスのカラーリングを一新。
- 2018年6月 - 栃木SCチームバス更新

## 車両
三菱ふそう・エアロエースと日野・リエッセを主体に、トヨタ・ハイエースなども保有している。車両総数は19台（大型6台／中型4台／小型･マイクロバス9台）

## 参考資料
1. ↑  パートナー栃木サッカークラブ公式サイト
2. ↑  スポンサーH.C.栃木日光アイスバックス公式サイト
3. ↑  栃木SC NEWラッピングチームバス完成！マロニエ交通
4. ↑  栃木SCチームバスお披露目栃木SC
5. ↑  会社概要マロニエ交通